# 연희동 (인천)
연희동(連喜洞)은 대한민국 인천광역시 서구에 위치한 법정동이자 행정동이다. 인천 서구청, 인천서부경찰서, 인천서부소방서 등 인천 서구의 주요 관공서들이 위치하고 있는 서구 행정의 중심지이다. 
심곡동, 연희동, 공촌동의 3개 법정동으로 구성되어 있다. 심곡동은 과거 "양가말", "뒷말", "사동"과 같은 자연촌락이 있었으나 현재는 도시화되었으며, 공촌동은 화훼단지와 농지를 기반으로 한 원주민의 농업 지역이 경명대로 북쪽으로 펼쳐져 있다.

## 개요
신라시대 높은 벼슬을 하는 사람을 모시는 여자들을 이곳에 데려와 노래와 춤을 가르쳤다고해서 연희동이라 불러지게 되었다. 원래 부평군 석곶면 연희, 공촌, 심곡리였으나, 1914년에 부평군 모월곶면과 통합하여 부천군 서곶면이 되었으며, 1940년에는 인천부로 편입되어 연희라는 정상정, 공촌리는 흑전정, 심곡리는 일진정으로 되었다. 1977년 세 개동이 통합되어 연희동이 되었다.

## 연혁
- 1914년 부천군 서곶면 공촌리, 심곡리, 연희리
- 1940년 인천부 흑전정, 일진정, 정상정
- 1946년 인천시 공촌동, 심곡동, 연희동
- 1977년 공촌동, 심곡동과 통합
- 1981년 인천직할시 북구 연희동으로 개칭
- 1988년 1월 1일 인천직할시 서구 연희동으로 개칭
- 1995년 1월 1일 인천광역시 서구 연희동으로 개칭
- 2000년 주민자치센터 건립

## 법정동
- 심곡동(深谷洞)
- 연희동(連喜洞)
- 공촌동(公村洞)

## 교육
- 인천서곶초등학교
- 인천청라초등학교
- 인천양지초등학교
- 인천심곡초등학교
- 서곶중학교
- 대인고등학교
- 인천디자인고등학교

## 주요 기관
- 인천서부경찰서
- 가톨릭관동대학교 국제성모병원